# Радар (новине)
Радар је српски недељни лист са седиштем у Београду. Налази се у власништву предузећа United Media, које такође издаје и дневне листове Данас и Нова.
Лист себе описује као: слободан и професионалан недељник, независтан од политичких, економских и свих других интереса и група.